# Playa de Montalvo
La playa de Montalvo es una playa del municipio de Sangenjo, en la ría de Pontevedra. 

## Descripción
Tiene forma rectilínea, está ubicada en un entorno rural, limitada, en la margen izquierda, por la Punta Montalvo, promontorio y mirador natural, y, en la margen derecha, por la Punta Paxariñas, menos pronunciada, que separa la playa de Montalvo de la de Paxariñas. La arena blanca y fina forma suaves dunas con vegetación dispersa que delimitan la playa del pinar próximo. Es una playa abierta, ventosa y con oleaje moderado, dispone de zona de fondeo de embarcaciones. La playa de Montalvo tiene bandera azul.

## Acceso
Desde Sangenjo, por la carretera C-550 en dirección a El Grove, en Montalvo, se toma el desvío a la izquierda, hacia la playa. Está situada en frente a la Isla de Ons y a la Isla de Onza, pertenecientes al Parque nacional de las Islas Atlánticas de Galicia.

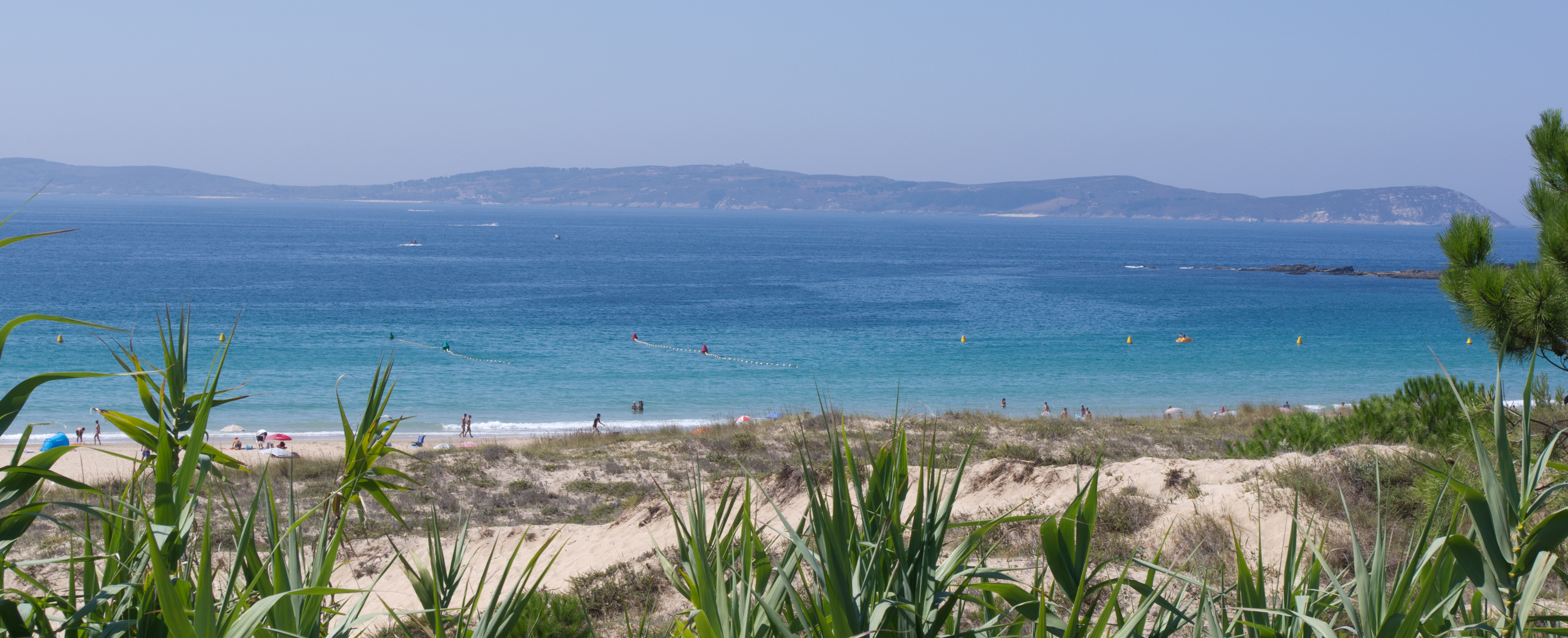
La playa de Montalvo con las islas de Ons y Onza en el horizonte.